# Ciąża brzuszna
Ciąża brzuszna – rzadka postać ciąży ektopowej. Polega na zagnieżdżeniu zapłodnionej komórki jajowej poza jamą macicy w jamie otrzewnej. Stanowi 1,4% wszystkich ciąż ektopowych.

## Lokalizacja
- pierwotna – implantacja zapłodnionej komórki jajowej w sieci i na powierzchni wyrostka robaczkowego,
- wtórna – implantacja po poronieniu przez strzępki jajowodu w jamie otrzewnej[1].

## Czynniki ryzyka wystąpienia ciąży brzusznej
- stany zapalne miednicy mniejszej
- przebyte operacje w obrębie mniejszej
- przebyte ciąże ektopowe w przeszłości
- stosowanie doraźnej doustnej antykoncepcji
- palenie papierosów
- stosowanie technik wspomaganego rozrodu
- wrodzone wady narządu rodnego[1].

## Leczenie
- chirurgiczne – laparotomia i usunięcie płodu z łożyskiem, lub bez łożyska, laparoskopia,
- farmakologiczne.